# Irreverence
Irreverence je připravované album francouzského drum and bassového uskupení Dirtyphonics, které by mělo oficiálně vyjít 19. března 2013.

## Seznam skladeb
| Pořadí | Název                                  | Délka |
| ------ | -------------------------------------- | ----- |
| 1.     | Prelude (White)                        | 3:01  |
| 2.     | Prelude (Black)                        | 5:18  |
| 3.     | Stage Divers                           | 4:55  |
| 4.     | Dirty                                  | 5:12  |
| 5.     | Los Angeles (feat. Modestep)           | 5:29  |
| 6.     | No Stopping Us (feat. Foreign Beggars) | 3:35  |
| 7.     | Chaos                                  | 5:46  |
| 8.     | Hanging On Me (feat. Liela Moss)       | 4:03  |
| 9.     | The Mechanism                          | 4:48  |
| 10.    | Walk in the Fire                       | 4:56  |